# Czirják Sándor
Czirják Sándor (Lövő, 1945. április 22. –) magyar közgazdász.
Diplomáját a Marx Károly Közgazdaság-tudományi Egyetemen szerezte 1970-ben. Utána 1989-ig az Országos Tervhivatalnál dolgozott. 1990–1996 között a Magyar Nemzeti Bank alelnöke, 1997–2000 között az OTP Értékpapír Rt. vezérigazgató-helyettese. 2002 óta a Magyar Fejlesztési Bank Rt. vezérigazgatója.